# Clemens Herbermann
Clemens Herbermann (* 6. März 1910 in Münster; † 3. September 1987 Nottuln) war ein deutscher Journalist, Redakteur und Herausgeber. 

## Leben
Herbermann absolvierte seine Schulzeit in Hamm. Während seiner letzten Schuljahre veröffentlichte er mit einigem Erfolg seinen „Sportpressedienst“. Anschließend studierte er Rechtswissenschaften an der Universität Münster. 
Danach bekam Herbermann eine Anstellung bei der „Westfälischen Zeitung“. Erst arbeitete in deren Lokalredaktion in Bielefeld, ab 1936 dann – ebenfalls Lokalredaktion – in Soest. 1938 berief man ihn nach Oppeln und betraute ihn dort mit dem Aufbau einer Pressestelle. Der Beginn des Zweiten Weltkriegs verhinderte dann aber die weiteren Pläne. 
Herbermann wurde Soldat und kam später in sowjetische Kriegsgefangenschaft. 1948 kam er wieder zurück nach Soest und konnte dort noch im selben Jahr wieder als Redakteur reüssieren. 1951 übernahm er in Münster die Leitung der Pressestelle des Landschaftsverbandes Westfalen-Lippe. Als solcher fungierte er bis 1975 als Herausgeber des „Westfalenspiegels“, einer Zeitschrift, die sich der Kultur Westfalens widmete. Nach eigenem Bekunden lag Herbermann da vor allem die Förderung der regionalen westfälischen Literatur am Herzen. 
Neben seinen täglichen Arbeiten als Journalist war Herbermann lange Jahre im Vorstand des Westfälischen Heimatbundes tätig und somit auch im Präsidium des Deutschen Heimatbundes. Dem Deutschen Städtetag galt er als wichtiges Mitglied dessen Pressestelle und auch im Vorstand des WDR-Programmbeirats saß er an maßgeblicher Stelle. 
Clemens Herbermann starb im Alter von 87 Jahren am 3. September 1987 in Nottuln und fand dort auch seine letzte Ruhestätte.

## Werke (Auswahl)
Aufsätze
- Die westfälische Selbstverwaltung von 1826–1945. In: Ernst Bach (Hrsg.): Der Reichsfreiherr vom und zum Stein und die westfälisch-lippische Selbstverwaltung. Lensing Verlag, Dortmund 1956, S. 70–86.
- Zwischen Geschichte und Fortschritt. In: Münsterland. Hoffmann & Campe, Hamburg 1957 (Merian, Jg. 10, Heft 1), S. 23–29, ISSN 0026-0029.

Monographien
- Jānis Jaunsudrabiņš in Westfalen. WHB, Münster 1982.
- Münsterland von oben. Westfälische Vereinsdruckerei, Münster 1961 (illustriert durch Dieter Storp).
- Zu Tisch in Westfalen. 2. Aufl. Lange Verlag, Duisburg 1965.